# Alois Lutz
Pour les articles homonymes, voir Lutz.
Alois Lutz est un patineur artistique autrichien né à Vienne le 18 juin 1898 et mort le 15 février 1918.

## Biographie

### Carrière sportive
Il est connu pour être l'inventeur en 1913 d'un saut de patinage artistique qui porte désormais son nom, le lutz,.
Il meurt de tuberculose à l'âge de 19 ans, en 1918.